# Charles MacIver
Charles MacIver (Liverpool, Merseyside, 28 de novembre de 1866 - Menai Bridge, Anglesey, 21 de desembre de 1935) va ser un regatista anglès que va competir a cavall del segle xix i el segle xx. Era germà del també regatista Charles R. MacIver.
El 1908 va prendre part en els Jocs Olímpics de Londres, on va guanyar la medalla de plata en la categoria de 12 metres del programa de vela com a membre de la tripulació del Mouchette.